# Jacobo Friedmann
Jacobo Friedmann (Budapest, 30 de septiembre de 1863 - Asunción, 1930) fue un empresario austrohúngaro de origen judío asentado en el Paraguay, fundador de la Azucarera Friedmann en ese país.

## Biografía

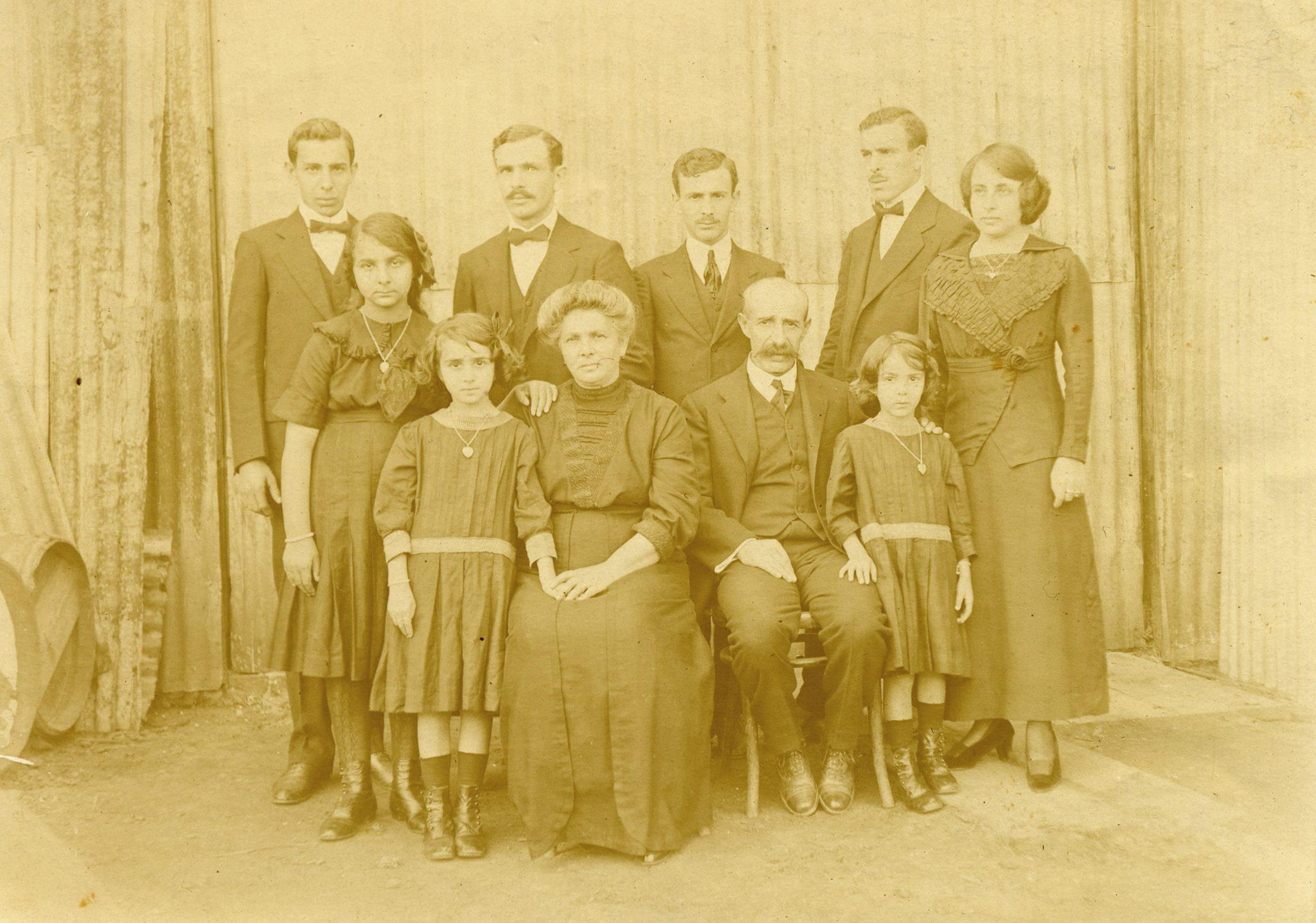
Jacobo Friedmann con su esposa Emma Feldmann rodeados de sus hijos

Jacobo Friedmann nació el 30 de septiembre de 1863 en Budapest, en ese entonces bajo dominio del antiguo Imperio austrohúngaro. Contrajo nupcias con Emma Feldmann, también de origen judío, con quien en total tuvo nueve hijos. Jacobo fue un destacado técnico especialista en destilería de alcohol.
La familia Friedmann son inmigrantes húngaros que emigraron a América del Sur hacia finales del siglo XIX allá por 1900. En 1904 estaban afincados en Alfonso Tranquera, departamento de Cordillera, donde montaron e hicieron funcionar una destilería de alcohol de la Azucarera Paraguaya ubicada en Tebicuary. Luego compraron tierras cerca de la estación del tren en Villarrica y construyeron para su propia fábrica con maquinarias que habían comprado de dicha Azucarera. Al comienzo se fabricaban 5 bolsas de azúcar por día y desde entonces comenzó a crecer, eso era por 1910. Esa época, próxima a la Primera Guerra Mundial que comenzó en 1914 y desde más o menos 1870 a 1914 se llamó Belle Époque. Posterior de la Primera Guerra Mundial, de 1919 a 1933, se llamó "Los Dorados años 20".
En poco tiempo llegó a ser la familia más adinerada del Paraguay. Construyeron una casa antigua, sede del Ministerio de Educación y Ciencias, el cual era un palacio en la época con algunos diseños góticos, como por ejemplo en los arcos de las ventanas y puertas como se puede apreciar aun hoy. La propiedad salía de calle a calle.
En Budapest, Jacobo Friedmann vivía en la calle Kerepecsy 32 o 36, también cerca de la estación del tren. 
Al emigrar de Hungría llegaron primero a Buenos Aires, desde donde se dirigieron hacia la ciudad de Campana, unos 80 km al norte de la capital argentina. Allí trabajaron en industrias como empleados Jacobo y sus hijos mayores. Allí Adalberto -el hijo mayor- perdió un dedo de la mano.
En 1910 funda en la ciudad de Villarrica, la Azucarera Friedmann.

## Galería de Imágenes
|                  |
| Jacobo Friedmann |

|                            |
| Emma Feldmann de Friedmann |

|                                      |
| Antigua casa de la familia Friedmann |

|                                          |
| EL UNIVERSAL de Jacobo Friedmann e Hijos |